# Contea di Guiding
La contea di Guiding (贵定县S, Guìdìng XiànP) è una contea della Cina, situata nella provincia del Guizhou e amministrata dalla prefettura autonoma buyei e miao di Qiannan.